# Ordynariat Personalny Matki Bożej z Walsingham
Ordynariat Personalny Matki Bożej z Walsingham – ordynariat dla byłych członków Kościoła Anglii i Kościoła Walii, którzy w drodze konwersji przeszli do Kościoła katolickiego zachowując jednocześnie swoje tradycje liturgiczne, duchowe i duszpasterskie.
Ordynariat został erygowany 15 stycznia 2011 roku przez Kongregację Nauki Wiary na mocy konstytucji apostolskiej Anglicanorum coetibus. Jego ordynariuszem jest David Arthur Waller, były duchowny anglikański.
Ordynariat jest pierwszym na świecie ordynariatem personalnym dla byłych anglikanów, którzy przystąpili do pełnej wspólnoty z Kościołem katolickim. Skupia on wiernych świeckich, duchowieństwo oraz członków instytutów życia konsekrowanego i stowarzyszeń życia apostolskiego, pierwotnie wyznających anglikanizm, a po akcie konwersji przyjmujących doktrynę katolicyzmu, albo tych, którzy otrzymują sakramenty inicjacji chrześcijańskiej w obrębie jurysdykcji ordynariatu personalnego w Anglii i Walii.
Patronami ordynariatu są: Matka Boża z Walsingham oraz John Henry Newman.

## Liturgia
Duchowni ordynariatu Matki Bożej z Walsingham podczas sprawowania mszy świętej korzystają najczęściej z rytu rzymskiego. Od 2013 roku używany jest także opracowany specjalnie dla tej wspólnoty ryt anglikański.